# Psychologie štěstí
Psychologie štěstí odkazuje na značnou část výzkumů v oblasti sociální psychologie, které se týkají vztahu mezi vnímáním okamžitých potřeb a dlouhodobých přání. Dochází přitom ke zjištění, že věci, o kterých si lidé myslí, že je učiní šťastnými, jsou z velké části jen iluze. Toto tvrzení je založeno na předpokladu, že  vědomí-sebe, je přednostně produktem zaujatého vnímání a nepřesných úsudků. Podle tohoto pojetí je vnímání sebe sama úhlavním nepřítelem našeho vlastního štěstí.

## Fenomény zaujatého vnímání

### Iluze transparentnosti
Tendence lidí přeceňovat, jako moc ostatní  dokáží odhadnout jejich vnitřní stavy. Příklad: Při lhaní mají lidé pocit, že jsou odhaleni, i když ten, na něhož mluví, nic netuší.

### Efekt reflektoru
Lidé přeceňují míru, v jaké si ostatní všímají jejich činů a jejich vzhledu. Příklad: Při nevhodném oblečení mají lidé pocit, že je na ně upřena nadměrná pozornost, i když tomu tak není.

### Očekávání kritiky
Lidé mají tendenci přeceňovat, jak tvrdě je budou ostatní odsuzovat za přehmaty, nehody a selhání.

### Zpětné posuzování rozhodnutí (Aktivita-Pasivita)
Okamžitě po učinění rozhodnutí lidé více litují vykonaného činu, než případné nečinnosti. Ale v dlouhém časovém období lidé litují více toho, co neudělali. To je pravděpodobně způsobeno tím, že pokud uděláme chybu, jsme schopni se přes to přenést, ale nedokážeme se přenést přes něco, co jsme nikdy neudělali.

### Úspěch a selhání
Lidé se bojí selhání a to je odrazuje od zkoušení nových věcí, i když mají slušnou šanci na úspěch. Zčásti je tomu tak zřejmě kvůli chybnému předpokladu, že vyhrávání a prohrávání se navzájem vylučují. Ve skutečnosti je tomu tak, že čím více člověk prohrává, tím více pokusy prošel a tím větší je tedy jeho naděje na výhru.